# Still Sucks
Still Sucks (englisch etwa für „immer noch scheiße“) ist das sechste Studioalbum der US-amerikanischen Nu-Metal-Band Limp Bizkit. Es erschien am 31. Oktober 2021 über das Label Suretone Records ausschließlich zum Download und Streaming. Es ist das erste Album der Gruppe seit Gold Cobra aus dem Jahr 2011.

## Produktion
Das Album wurde von Limp-Bizkit-Frontmann Fred Durst in Zusammenarbeit mit dem Musikproduzenten Zakk Cervini produziert.

## Covergestaltung
Das Albumcover ist ein von Limp-Bizkit-Gitarrist Wes Borland gemaltes Bild. Es zeigt ein Zimmer, in dem die fünf Limp-Bizkit-Mitglieder als kleine Figuren auf einem roten Teppich sitzen, während eine Frau staubsaugt. Die Wände des Raumes sind grün und durch das Fenster sieht man ein Ufo vorbeifliegen. Im oberen Teil des Bildes befinden sich das Logo der Band und der Schriftzug Limp Bizkit in Schwarz sowie der Titel Still Sucks in Weiß.

## Titelliste
| #  | Titel                         | Länge |
| -- | ----------------------------- | ----- |
| 1  | Out of Style                  | 3:22  |
| 2  | Dirty Rotten Bizkit           | 3:01  |
| 3  | Dad Vibes                     | 2:12  |
| 4  | Turn It Up, Bitch             | 2:20  |
| 5  | Don’t Change                  | 2:55  |
| 6  | You Bring Out the Worst in Me | 3:12  |
| 7  | Love the Hate                 | 1:56  |
| 8  | Barnacle                      | 1:55  |
| 9  | Empty Hole                    | 1:52  |
| 10 | Pill Popper                   | 2:24  |
| 11 | Snacky Poo                    | 4:11  |
| 12 | Goodbye                       | 2:35  |

## Chartplatzierungen und Singles
Still Sucks stieg am 5. November 2021 auf Platz 54 der deutschen Albumcharts ein und belegte in der folgenden Woche Rang 93, bevor es die Top 100 verließ. In Österreich erreichte das Album Position 29 und in der Schweiz Rang 35.
| ChartsChartplatzierungen       | Höchstplatzierung | Wochen |
| ------------------------------ | ----------------- | ------ |
| Deutschland (GfK)              | 54 (2 Wo.)        | 2      |
| Österreich (Ö3)                | 29 (2 Wo.)        | 2      |
| Schweiz (IFPI)                 | 35 (1 Wo.)        | 1      |
| Vereinigtes Königreich (OCC)   | 79 (1 Wo.)        | 1      |
| Vereinigte Staaten (Billboard) | 155 (1 Wo.)       | 1      |

Als einzige Single des Albums wurde am 30. September 2021 der Song Dad Vibes ausgekoppelt, der sich nicht in den Charts platzieren konnte. Am 8. Februar 2023 wurde noch ein Musikvideo zum Lied Out of Style veröffentlicht.

## Rezeption
Still Sucks wurde von Kritikern durchschnittlich bis positiv bewertet. Die Seite Metacritic errechnete aus vier Bewertungen englischsprachiger Medien einen Schnitt von 73 %.
Yannik Gölz von laut.de bewertete Still Sucks mit vier von fünf Punkten. Die Lieder klängen teilweise „als hätte man Gewebe aus alten Limp Bizkit-Songs entfernt und in einem Reagenzglas zu einem neuen Song heranwachsen lassen.“ Dabei weise das Album „immerwährende Ironie“ auf und die Band scheine „ihren Sound weder modernisieren noch verbessern zu wollen,“ wodurch es wie eine Reise in die Vergangenheit wirke.